# ساتانا (مارول کمیکس)
ساتانا هل‌استروم (به انگلیسی: Satana) یک شخصیت خیالی ابرشرور می باشد در کتاب‌های کامیک منتشر شده توسط مارول کامیکس است. این شخصیت توسط نویسنده روی توماس و طراح جان رومیتا، پدر خلق شده‌است؛ که برای اولین بار در قصه‌های خون‌آشام شماره ۲ (اکتبر ۱۹۷۳) حضور پیدا کرد. او خواهر شخصیت دایمون هل‌استروم، و دختر ماردوک کوریس به‌شمار می‌رود.